# Campylorhynchus turdinus
El cucarachero turdino (Campylorhynchus turdinus), también denominado cucarachero mirlo (Colombia), ratona grande (Argentina, Paraguay), ratona (Bolivia) o ratona tordo, es una especie de ave paseriforme perteneciente al género Campylorhynchus que integra la familia Troglodytidae. Habita en América del Sur. 

## Descripción
Como sugiere su nombre común y científico, su tamaño y la coloración se asemeja vagamente a la de un tordo, aunque la impresión general que da en la vida es muy diferente y no se parece por completo a un zorzal.

Mide 20,5 cm. Es un cucarachero grande, bastante distinguido y que no es simpátrico con ninguno de sus congéneres. La cabeza y el manto son marrón-grisáceo. Las alas y la parte superior de la cola son de color marrón opaco con densas manchas negruzcas. Las partes inferiores blancas están muy manchadas de un color oscuro, excepto en la garganta. Por lo general muestra una ceja blanquecina distintiva y la cola relativamente larga comúnmente se mantiene ladeada. El pico ligeramente curvo es relativamente largo, y, para un cucarachero, ancho. El iris es de color ámbar opaco, de color marrón o café.

Los ejemplares de la subespecie C. t. unicolor son más claros, más grises y mucho más uniformes. La subespecie, C. t. turdinus, se asemeja a C. t. hypostictus tanto en preferencia de hábitat como en la morfología.

## Distribución y hábitat
Se distribuye por Argentina, Bolivia, Brasil, Colombia, Ecuador, Paraguay y Perú.

Habita una variedad de ambientes: florestas tropicales y subtropicales secas y húmedas de baja altitud, pantanos y bañados, sabanas húmedas, pastizales naturales y artificiales y bosques altamente degradados.

## Comportamiento
En general vive en grupos familiares de hasta 6 a 8 aves, que saltitan y escalan el ramaje a altura variable. Acostumbra ser audaz y muchas veces es visto entre el follaje de árboles y arbustos en sedes de haciendas. No se asocia a bandadas mixtas.

### Alimentación
Se alimenta principalmente de insectos, pero también de materia vegetal y pequeños invertebrados. Normalmente se alimenta en parejas o pequeños grupos.

### Reproducción
Consta que puede construir su nido esférico, con entrada lateral, sobre el nido de Phacellodomus rufifrons o que pueden alojarlo en árboles tomados por hormigas mordedoras como estrategia defensiva.

### Vocalización
Su canto es potente y musical, oído con frecuencia, muchas veces en dúo; en general incluye frases rítmicas y repetidas como “chucadadu, cho, cho” y “chuc-chu-chu”. La pareja canta en dúo, inflando las gargantas. Todo el grupo realiza griterías colectivas, y, a veces, exhiben las alas erguidas, agitándolas en curiosas exhibiciones.

## Sistemática

### Descripción original
La especie C. turdinus fue descrita por primera vez por el naturalista alemán Maximilian zu Wied-Neuwied en 1821 bajo el nombre científico Opetiorhynchus turdinus; localidad tipo «Catolé, Bahía, Brasil».

### Taxonomía
Algunas veces es considerada conespecífica con Campylorhynchus albobrunneus, pero tienen vocalizaciones totalmente diferentes. La subespecie propuesta aenigmaticus (del suroeste de Colombia) más recientemente, algunas veces incluida con la presente; probablemente sea una forma híbrida.

### Subespecies
Se reconocen 3 subespecies con su correspondiente distribución geográfica:
- Campylorhynchus turdinus hypostictus (Gould, 1855) - sureste de Colombia y este de Ecuador hacia el este a través de Brasil hasta el Río Tocantins, al sur hasta el este del Perú y norte de Bolivia.
- Campylorhynchus turdinus unicolor (Lafresnaye, 1846) - tierras bajas del este de Bolivia y adyacencias de Brasil, norte y centro de Paraguay y extremo norte de Argentina (este de Formosa).
- Campylorhynchus turdinus turdinus (Wied-Newied, 1821) - este de Brasil (Maranhão, y Bahía al sur hasta Espírito Santo).